# Canton de Pamiers-2
Le canton de Pamiers-2 est une circonscription électorale française du département de l'Ariège, créée par le décret du 18 février 2014 et entrée en vigueur lors des élections départementales de 2015.

## Histoire
Un nouveau découpage territorial de l'Ariège entre en vigueur en mars 2015, défini par le décret du 18 février 2014, en application des lois du 17 mai 2013 (loi organique 2013-402 et loi 2013-403). Les conseillers départementaux sont, à compter de ces élections, élus au scrutin majoritaire binominal mixte. Les électeurs de chaque canton élisent au Conseil départemental, nouvelle appellation du Conseil général, deux membres de sexe différent, qui se présentent en binôme de candidats. Les conseillers départementaux sont élus pour 6 ans au scrutin binominal majoritaire à deux tours, l'accès au second tour nécessitant 12,5 % des inscrits au 1er tour. En outre la totalité des conseillers départementaux est renouvelée. Ce nouveau mode de scrutin nécessite un redécoupage des cantons dont le nombre est divisé par deux avec arrondi à l'unité impaire supérieure si ce nombre n'est pas entier impair, assorti de conditions de seuils minimaux. En Ariège, le nombre de cantons passe ainsi de 22 à 13. Le canton de Pamiers-2 fait partie des 12 nouveaux cantons du département, le canton de Mirepoix gardant la même dénomination, mais avec des limites territoriales différentes.

## Représentation
| Période élective | Période élective | Mandat | Mandat           | Identité            | Nuance | Nuance | Qualité                                                                          |
| ---------------- | ---------------- | ------ | ---------------- | ------------------- | ------ | ------ | -------------------------------------------------------------------------------- |
| 2015             | 2021             | 2015   | 2021             | Monique Bordes      |        | PS     | Ancienne (démission 26 juin 2019) première adjointe au maire de La Tour-du-Crieu |
| 2015             | 2021             | 2015   | 2019 (démission) | André Montané       |        | PS     | Ancien conseiller général du canton de Pamiers-Est                               |
| 2015             | 2021             | 2019   | 2021             | Jean-Claude Combres |        | PS     | Maire de La Tour-du-Crieu                                                        |
| 2021             | 2028             | 2021   | en cours         | Jérôme Blasquez     |        | PS     | Maire de Les Pujols                                                              |
| 2021             | 2028             | 2021   | en cours         | Monique Bordes      |        | PS     | Conseillère sortante                                                             |

### Résultats détaillés

#### Élections de mars 2015
À l'issue du 1er tour des élections départementales de 2015, deux binômes sont en ballottage : Gérard Prieto et Andrée Violin (FN, 40,58 %) et Monique Bordes et André Montané (PS, 40,38 %). Le taux de participation est de 52,13 % (4 655 votants sur 8 929 inscrits) contre 55,65 % au niveau départementalet 50,17 % au niveau national.
Au second tour, Monique Bordes et André Montané (PS) sont élus avec 59,44 % des suffrages exprimés et un taux de participation de 55,01 % (2 587 voix pour 4 912 votants et 8 929 inscrits).

#### Élections de juin 2021
Le premier tour des élections départementales de 2021 est marqué par un très faible taux de participation (33,26 % au niveau national). Dans le canton de Pamiers-2, ce taux de participation est de 35,22 % (3 323 votants sur 9 435 inscrits) contre 42,44 % au niveau départemental. À l'issue de ce premier tour, deux binômes sont en ballottage : Jérome Blasquez et Monique Bordes (PS, 33,89 %) et Clarisse Chabal Vignoles et Denis Dupuy (DVC, 29,34 %).
Le second tour des élections est marqué une nouvelle fois par une abstention massive équivalente au premier tour. Les taux de participation sont de 34,3 % au niveau national, 43,46 % dans le département et 37,23 % dans le canton de Pamiers-2. Jérome Blasquez et Monique Bordes (PS) sont élus avec 52,01 % des suffrages exprimés (1 644 voix pour 3 513 votants et 9 437 inscrits),,.

## Composition
| Nom                             | Code Insee | Intercommunalité                | Superficie (km2) | Population (dernière pop. légale)                | Densité (hab./km2) | Modifier                                    |
| ------------------------------- | ---------- | ------------------------------- | ---------------- | ------------------------------------------------ | ------------------ | ------------------------------------------- |
| Pamiers (bureau centralisateur) | 09225      | CC des Portes d'Ariège Pyrénées | 45,85            | Fraction : 10 335 (2022) Commune : 16 512 (2022) | 360                | modifier les données · modifier les données |
| Arvigna                         | 09022      | CC des Portes d'Ariège Pyrénées | 8,60             | 237 (2022)                                       | 28                 | modifier les données · modifier les données |
| Le Carlaret                     | 09081      | CC des Portes d'Ariège Pyrénées | 9,39             | 286 (2022)                                       | 30                 | modifier les données · modifier les données |
| Les Issards                     | 09145      | CC des Portes d'Ariège Pyrénées | 3,81             | 253 (2022)                                       | 66                 | modifier les données · modifier les données |
| Ludiès                          | 09175      | CC des Portes d'Ariège Pyrénées | 1,87             | 99 (2022)                                        | 53                 | modifier les données · modifier les données |
| Les Pujols                      | 09238      | CC des Portes d'Ariège Pyrénées | 13,18            | 862 (2022)                                       | 65                 | modifier les données · modifier les données |
| Saint-Amadou                    | 09254      | CC des Portes d'Ariège Pyrénées | 4,64             | 272 (2022)                                       | 59                 | modifier les données · modifier les données |
| La Tour-du-Crieu                | 09312      | CC des Portes d'Ariège Pyrénées | 10,28            | 3 268 (2022)                                     | 318                | modifier les données · modifier les données |
| Canton de Pamiers-2             | 0908       |                                 |                  | 15 612 (2022)                                    |                    | modifier les données                        |

Le canton de Pamiers-2 comprend :
1. Sept communes entières,
2. La partie de la commune de Pamiers non incluse dans le canton de Pamiers-1.

## Démographie
En 2022, le canton comptait 15 612 habitants, en évolution de +5,77 % par rapport à 2016 (Ariège : +1,48 %, France hors Mayotte : +2,11 %).
| 2013   | 2018   | 2022   |
| ------ | ------ | ------ |
| 14 588 | 14 823 | 15 612 |